# Oncostemma cuspidatum
Oncostemma là một chi thực vật có hoa trong họ Apocynaceae, được mô tả lần đầu năm 1893. Chi này chỉ chứa duy nhất một loài Oncostemma cuspidatum.